# Список астероїдів (4401—4500)
| Назва                                   | Тимчасове позначення | Дата відкриття    | Місце відкриття                         | Відкривач                                              |
| --------------------------------------- | -------------------- | ----------------- | --------------------------------------- | ------------------------------------------------------ |
| 4401 Aditi                              | 1985 TB              | 14 жовтня 1985    | Паломарська обсерваторія                | Керолін Шумейкер                                       |
| 4402 Цунеморі (Tsunemori)               | 1987 DP              | 25 лютого 1987    | Обсерваторія Одзіма                     | Тсунео Ніїдзіма, Такеші Урата                          |
| 4403 Куніхару (Kuniharu)                | 1987 EA              | 2 березня 1987    | Обсерваторія Ґекко                      | Йошіакі Ошіма                                          |
| 4404 Енірак (Enirac)                    | 1987 GG              | 2 квітня 1987     | Паломарська обсерваторія                | Ален Морі                                              |
| 4405 Отава (Otava)                      | 1987 QD1             | 21 серпня 1987    | Обсерваторія Клеть                      | Антонін Мркос                                          |
| 4406 Малер (Mahler)                     | 1987 YD1             | 22 грудня 1987    | Обсерваторія Карла Шварцшильда          | Ф. Бернґен                                             |
| 4407 Тайхаку (Taihaku)                  | 1988 TF1             | 13 жовтня 1988    | Станція Аясі обсерваторії Сендай        | Масахіро Коїсікава                                     |
| 4408 Злата Коруна (Zlata Koruna)        | 1988 TH2             | 4 жовтня 1988     | Обсерваторія Клеть                      | Антонін Мркос                                          |
| 4409 Кіслінг (Kissling)                 | 1989 MD              | 30 червня 1989    | Університетська обсерваторія Маунт-Джон | Алан Ґілмор, Памела Кілмартін                          |
| 4410 Камуїмінтара (Kamuimintara)        | 1989 YA              | 17 грудня 1989    | Обсерваторія Кушіро                     | Сейджі Уеда, Хіроші Канеда                             |
| 4411 Котібункьо (Kochibunkyo)           | 1990 AF              | 3 січня 1990      | Обсерваторія Ґейсей                     | Тсутому Секі                                           |
| 4412 Хефрен (Chephren)                  | 2535 P-L             | 26 вересня 1960   | Паломарська обсерваторія                | К. Й. ван Гаутен, І. ван Гаутен-Ґроневельд, Т. Герельс |
| 4413 Міцерінос (Mycerinos)              | 4020 P-L             | 24 вересня 1960   | Паломарська обсерваторія                | К. Й. ван Гаутен, І. ван Гаутен-Ґроневельд, Т. Герельс |
| 4414 Сесостріс (Sesostris)              | 4153 P-L             | 24 вересня 1960   | Паломарська обсерваторія                | К. Й. ван Гаутен, І. ван Гаутен-Ґроневельд, Т. Герельс |
| 4415 Ехнатон (Echnaton)                 | 4237 P-L             | 24 вересня 1960   | Паломарська обсерваторія                | К. Й. ван Гаутен, І. ван Гаутен-Ґроневельд, Т. Герельс |
| 4416 Рамзес (Ramses)                    | 4530 P-L             | 24 вересня 1960   | Паломарська обсерваторія                | К. Й. ван Гаутен, І. ван Гаутен-Ґроневельд, Т. Герельс |
| 4417 Лекар (Lecar)                      | 1931 GC              | 8 квітня 1931     | Обсерваторія Гейдельберг-Кеніґштуль     | К. В. Райнмут                                          |
| 4418 Фредфранклін (Fredfranklin)        | 1931 TR1             | 9 жовтня 1931     | Обсерваторія Гейдельберг-Кеніґштуль     | К. В. Райнмут                                          |
| 4419 Алланкук (Allancook)               | 1932 HD              | 24 квітня 1932    | Обсерваторія Гейдельберг-Кеніґштуль     | К. В. Райнмут                                          |
| 4420 Аландреєв (Alandreev)              | 1936 PB              | 15 серпня 1936    | Сімеїз                                  | Григорій Неуймін                                       |
| 4421 Кейор (Kayor)                      | 1942 AC              | 14 січня 1942     | Обсерваторія Гейдельберг-Кеніґштуль     | К. В. Райнмут                                          |
| 4422 Жарр (Jarre)                       | 1942 UA              | 17 жовтня 1942    | Алжирська обсерваторія                  | Луї Буаєр                                              |
| 4423 Ґолден (Golden)                    | 1949 GH              | 4 квітня 1949     | Обсерваторія Ґете Лінка                 | Університет Індіани                                    |
| 4424 Архипова (Arkhipova)               | 1967 DB              | 16 лютого 1967    | КрАО                                    | Смирнова Тамара Михайлівна                             |
| 4425 Більк (Bilk)                       | 1967 UQ              | 30 жовтня 1967    | Гамбурзька обсерваторія                 | Любош Когоутек                                         |
| 4426 Реріх (Roerich)                    | 1969 TB6             | 15 жовтня 1969    | КрАО                                    | Черних Людмила Іванівна                                |
| 4427 Бурнашев (Burnashev)               | 1971 QP1             | 30 серпня 1971    | КрАО                                    | Смирнова Тамара Михайлівна                             |
| 4428 Хотінок (Khotinok)                 | 1977 SN              | 18 вересня 1977   | КрАО                                    | Черних Микола Степанович                               |
| 4429 Чінмой (Chinmoy)                   | 1978 RJ2             | 12 вересня 1978   | КрАО                                    | Черних Микола Степанович                               |
| 4430 Говорухін (Govorukhin)             | 1978 SX6             | 26 вересня 1978   | КрАО                                    | Журавльова Людмила Василівна                           |
| 4431 Хольонхолі (Holeungholee)          | 1978 WU14            | 28 листопада 1978 | Обсерваторія Цзицзіньшань               | Обсерваторія Червона Гора                              |
| 4432 Макгро-Хілл (McGraw-Hill)          | 1981 ER22            | 2 березня 1981    | Обсерваторія Сайдинг-Спрінг             | Ш. Дж. Бас                                             |
| 4433 Ґолдстоун (Goldstone)              | 1981 QP              | 30 серпня 1981    | Станція Андерсон-Меса                   | Едвард Бовелл                                          |
| 4434 Нікулін (Nikulin)                  | 1981 RD5             | 8 вересня 1981    | КрАО                                    | Журавльова Людмила Василівна                           |
| 4435 Holt                               | 1983 AG2             | 13 січня 1983     | Паломарська обсерваторія                | Керолін Шумейкер                                       |
| 4436 Ортісморено (Ortizmoreno)          | 1983 EX              | 9 березня 1983    | Станція Андерсон-Меса                   | Е.Барр                                                 |
| 4437 Ярошенко (Yaroshenko)              | 1983 GA2             | 10 квітня 1983    | КрАО                                    | Черних Людмила Іванівна                                |
| 4438 Сайкс (Sykes)                      | 1983 WR              | 29 листопада 1983 | Станція Андерсон-Меса                   | Едвард Бовелл                                          |
| 4439 Мурото (Muroto)                    | 1984 VA              | 2 листопада 1984  | Обсерваторія Ґейсей                     | Тсутому Секі                                           |
| 4440 Чанчес (Tchantchès)                | 1984 YV              | 23 грудня 1984    | Обсерваторія Верхнього Провансу         | Франсуа Доссен                                         |
| 4441 Тосіе (Toshie)                     | 1985 BB              | 26 січня 1985     | Обсерваторія Ґейсей                     | Тсутому Секі                                           |
| 4442 Ґарсіа (Garcia)                    | 1985 RB1             | 14 вересня 1985   | Обсерваторія Кітт-Пік                   | Spacewatch                                             |
| 4443 Паулет (Paulet)                    | 1985 RD4             | 10 вересня 1985   | Обсерваторія Ла-Сілья                   | Анрі Дебеонь                                           |
| 4444 Ешер (Escher)                      | 1985 SA              | 16 вересня 1985   | Обсерваторія Ла-Сілья                   | Ганс Норґаард-Нільсен, Леїф Гансен, Пер Крістенсен     |
| 4445 Джимстреттон (Jimstratton)         | 1985 TC              | 15 жовтня 1985    | Тойота                                  | Кендзо Судзукі, Такеші Урата                           |
| 4446 Керолін (Carolyn)                  | 1985 TT              | 15 жовтня 1985    | Станція Андерсон-Меса                   | Едвард Бовелл                                          |
| 4447 Кіров (Kirov)                      | 1985 VE1             | 7 листопада 1985  | Станція Андерсон-Меса                   | Едвард Бовелл                                          |
| 4448 Філдевіс (Phildavis)               | 1986 EO              | 5 березня 1986    | Паломарська обсерваторія                | Керолін Шумейкер                                       |
| 4449 Собінов (Sobinov)                  | 1987 RX3             | 3 вересня 1987    | КрАО                                    | Черних Людмила Іванівна                                |
| 4450 Pan                                | 1987 SY              | 25 вересня 1987   | Паломарська обсерваторія                | Керолін Шумейкер, Юджин Шумейкер                       |
| 4451 Grieve                             | 1988 JJ              | 9 травня 1988     | Паломарська обсерваторія                | Керолін Шумейкер                                       |
| 4452 Уллачарльз (Ullacharles)           | 1988 RN              | 7 вересня 1988    | Обсерваторія Брорфельде                 | Поуль Єнсен                                            |
| 4453 Борнгольм (Bornholm)               | 1988 VC              | 3 листопада 1988  | Обсерваторія Брорфельде                 | Поуль Єнсен                                            |
| 4454 Куміко (Kumiko)                    | 1988 VW              | 2 листопада 1988  | Обсерваторія Кушіро                     | Сейджі Уеда, Хіроші Канеда                             |
| 4455 Руріко (Ruriko)                    | 1988 XA              | 2 грудня 1988     | Обсерваторія Кушіро                     | Сейджі Уеда, Хіроші Канеда                             |
| 4456 Моусон (Mawson)                    | 1989 OG              | 27 липня 1989     | Обсерваторія Сайдинг-Спрінг             | Роберт Макнот                                          |
| 4457 ван Гог (van Gogh)                 | 1989 RU              | 3 вересня 1989    | Обсерваторія Верхнього Провансу         | Ерік Вальтер Ельст                                     |
| 4458 Оідзумі (Oizumi)                   | 1990 BY              | 21 січня 1990     | Обсерваторія Яцуґатаке-Кобутізава       | Йошіо Кушіда, Осаму Мурамацу                           |
| 4459 Нусамайбасі (Nusamaibashi)         | 1990 BP2             | 30 січня 1990     | Обсерваторія Кушіро                     | Масанорі Мацумаяма, Кадзуро Ватанабе                   |
| 4460 Бігоро (Bihoro)                    | 1990 DS              | 28 лютого 1990    | Обсерваторія Кітамі                     | Кін Ендате, Кадзуро Ватанабе                           |
| 4461 Саяма (Sayama)                     | 1990 EL              | 5 березня 1990    | Обсерваторія Дінік                      | Ацуші Суґіе                                            |
| 4462 Воган (Vaughan)                    | 1952 HJ2             | 24 квітня 1952    | Обсерваторія Макдональд                 | Обсерваторія Макдональд                                |
| 4463 Маршварцшильд (Marschwarzschild)   | 1954 UO2             | 28 жовтня 1954    | Обсерваторія Ґете Лінка                 | Університет Індіани                                    |
| 4464 Вулкано (Vulcano)                  | 1966 TE              | 11 жовтня 1966    | КрАО                                    | Черних Микола Степанович                               |
| 4465 Родіта (Rodita)                    | 1969 TD5             | 14 жовтня 1969    | КрАО                                    | Б. Бурнашова                                           |
| 4466 Абай (Abai)                        | 1971 SX1             | 23 вересня 1971   | КрАО                                    | КрАО                                                   |
| 4467 Кайдановський (Kaidanovskij)       | 1975 VN2             | 2 листопада 1975  | КрАО                                    | Смирнова Тамара Михайлівна                             |
| 4468 Погребецький (Pogrebetskij)        | 1976 SZ3             | 24 вересня 1976   | КрАО                                    | Черних Микола Степанович                               |
| 4469 Ютінґ (Utting)                     | 1978 PS4             | 1 серпня 1978     | Пертська обсерваторія                   | Пертська обсерваторія                                  |
| 4470 Сергєєв-Ценський (Sergeev-Censkij) | 1978 QP1             | 31 серпня 1978    | КрАО                                    | Черних Микола Степанович                               |
| 4471 Гракулус (Graculus)                | 1978 VB              | 8 листопада 1978  | Ціммервальдська обсерваторія            | Пауль Вільд                                            |
| 4472 Навашин (Navashin)                 | 1980 TY14            | 15 жовтня 1980    | КрАО                                    | Черних Микола Степанович                               |
| 4473 Сірс (Sears)                       | 1981 DE2             | 28 лютого 1981    | Обсерваторія Сайдинг-Спрінг             | Ш. Дж. Бас                                             |
| 4474 Пруст (Proust)                     | 1981 QZ2             | 24 серпня 1981    | Обсерваторія Ла-Сілья                   | Анрі Дебеонь                                           |
| 4475 Войткевич (Voitkevich)             | 1982 UQ5             | 20 жовтня 1982    | КрАО                                    | Карачкіна Людмила Георгіївна                           |
| 4476 Бернштайн (Bernstein)              | 1983 DE              | 19 лютого 1983    | Станція Андерсон-Меса                   | Едвард Бовелл                                          |
| 4477 Келлі                              | 1983 SB              | 28 вересня 1983   | Смолян                                  | Болгарська Національна обсерваторія                    |
| 4478 Бланко (Blanco)                    | 1984 HG1             | 23 квітня 1984    | Обсерваторія Ла-Сілья                   | В. Феррері, Вінченцо Дзаппала                          |
| 4479 Чарліпаркер (Charlieparker)        | 1985 CP1             | 10 лютого 1985    | Обсерваторія Ла-Сілья                   | Анрі Дебеонь                                           |
| 4480 Нікітіботанія (Nikitibotania)      | 1985 QM4             | 24 серпня 1985    | КрАО                                    | Черних Микола Степанович                               |
| 4481 Гербелін (Herbelin)                | 1985 RR              | 14 вересня 1985   | Станція Андерсон-Меса                   | Едвард Бовелл                                          |
| 4482 Фрербазіл (Frerebasile)            | 1986 RB              | 1 вересня 1986    | Паломарська обсерваторія                | Ален Морі                                              |
| 4483 Петефі (Petofi)                    | 1986 RC2             | 9 вересня 1986    | КрАО                                    | Карачкіна Людмила Георгіївна                           |
| 4484 Сіф (Sif)                          | 1987 DD              | 25 лютого 1987    | Обсерваторія Брорфельде                 | Поуль Єнсен                                            |
| 4485 Радонезький (Radonezhskij)         | 1987 QQ11            | 27 серпня 1987    | КрАО                                    | Черних Людмила Іванівна                                |
| 4486 Mithra                             | 1987 SB              | 22 вересня 1987   | Смолян                                  | Ерік Вальтер Ельст, Володимир Шкодров                  |
| 4487 Pocahontas                         | 1987 UA              | 17 жовтня 1987    | Паломарська обсерваторія                | Керолін Шумейкер                                       |
| 4488 Токітада (Tokitada)                | 1987 UK              | 21 жовтня 1987    | Тойота                                  | Кендзо Судзукі, Такеші Урата                           |
| 4489 1988 AK                            | 1988 AK              | 15 січня 1988     | Станція Андерсон-Меса                   | Едвард Бовелл                                          |
| 4490 Бамбері (Bambery)                  | 1988 ND              | 14 липня 1988     | Паломарська обсерваторія                | Е. Гелін, Браян Роман                                  |
| 4491 Отару (Otaru)                      | 1988 RP              | 7 вересня 1988    | Обсерваторія Кітамі                     | Кін Ендате, Кадзуро Ватанабе                           |
| 4492 Дебюссі (Debussy)                  | 1988 SH              | 17 вересня 1988   | Обсерваторія Верхнього Провансу         | Ерік Вальтер Ельст                                     |
| 4493 Найтоміцу (Naitomitsu)             | 1988 TG1             | 14 жовтня 1988    | YGCO (станція Тійода)                   | Такуо Кодзіма                                          |
| 4494 Марімо (Marimo)                    | 1988 TK1             | 13 жовтня 1988    | Обсерваторія Кушіро                     | Сейджі Уеда, Хіроші Канеда                             |
| (4495) 1988 VS ()                       | 1988 VS              | 6 листопада 1988  | Обсерваторія Йорії                      | Масару Араї, Хіроші Морі                               |
| 4496 Каміматі (Kamimachi)               | 1988 XM1             | 9 грудня 1988     | Обсерваторія Ґейсей                     | Тсутому Секі                                           |
| 4497 Таґуті (Taguchi)                   | 1989 AE1             | 4 січня 1989      | Обсерваторія Кітамі                     | Кін Ендате, Кадзуро Ватанабе                           |
| 4498 Сінкояма (Shinkoyama)              | 1989 AG1             | 5 січня 1989      | Обсерваторія Ґейсей                     | Тсутому Секі                                           |
| 4499 Девідаллен (Davidallen)            | 1989 AO3             | 4 січня 1989      | Обсерваторія Сайдинг-Спрінг             | Роберт Макнот                                          |
| 4500 Паскаль (Pascal)                   | 1989 CL              | 3 лютого 1989     | Обсерваторія Кушіро                     | Сейджі Уеда, Хіроші Канеда                             |

| Астероїди 1—10000 → |           |           |           |           |           |           |           |           |            |
| 1—100               | 1001—1100 | 2001—2100 | 3001—3100 | 4001—4100 | 5001—5100 | 6001—6100 | 7001—7100 | 8001—8100 | 9001—9100  |
| 101—200             | 1101—1200 | 2101—2200 | 3101—3200 | 4101—4200 | 5101—5200 | 6101—6200 | 7101—7200 | 8101—8200 | 9101—9200  |
| 201—300             | 1201—1300 | 2201—2300 | 3201—3300 | 4201—4300 | 5201—5300 | 6201—6300 | 7201—7300 | 8201—8300 | 9201—9300  |
| 301—400             | 1301—1400 | 2301—2400 | 3301—3400 | 4301—4400 | 5301—5400 | 6301—6400 | 7301—7400 | 8301—8400 | 9301—9400  |
| 401—500             | 1401—1500 | 2401—2500 | 3401—3500 | 4401—4500 | 5401—5500 | 6401—6500 | 7401—7500 | 8401—8500 | 9401—9500  |
| 501—600             | 1501—1600 | 2501—2600 | 3501—3600 | 4501—4600 | 5501—5600 | 6501—6600 | 7501—7600 | 8501—8600 | 9501—9600  |
| 601—700             | 1601—1700 | 2601—2700 | 3601—3700 | 4601—4700 | 5601—5700 | 6601—6700 | 7601—7700 | 8601—8700 | 9601—9700  |
| 701—800             | 1701—1800 | 2701—2800 | 3701—3800 | 4701—4800 | 5701—5800 | 6701—6800 | 7701—7800 | 8701—8800 | 9701—9800  |
| 801—900             | 1801—1900 | 2801—2900 | 3801—3900 | 4801—4900 | 5801—5900 | 6801—6900 | 7801—7900 | 8801—8900 | 9801—9900  |
| 901—1000            | 1901—2000 | 2901—3000 | 3901—4000 | 4901—5000 | 5901—6000 | 6901—7000 | 7901—8000 | 8901—9000 | 9901—10000 |